# Travagliato
Travagliato es una localidad y comune italiana de la provincia de Brescia, región de Lombardía, con 12657 habitantes.

## Evolución demográfica
| Gráfica de evolución demográfica de Travagliato entre 1861 y 2001 |
|                                                                   |
| Fuente ISTAT - elaboración gráfica de Wikipedia                   |